# St. Veit an der Gölsen
Pour les articles homonymes, voir Sankt Veit.
St. Veit an der Gölsen est une commune autrichienne du district de Lilienfeld en Basse-Autriche.